# Премія Ганни Арендт
Премія Ганни Арендт за політичну думку (нім. Hannah-Arendt-Preis für politisches Denken) — це нагорода, яка присуджується особам, що представляють традицію політичної теоретикині Ганни Арендт, особливо щодо тоталітаризму. Щорічно вручається філософам, історикам, філологам та громадським діячам за критичне осмислення сучасної політики. Вона фінансується німецьким Фондом Гайнріха Белля (пов’язаний з Союзом 90/Зелені) та урядом Бремена в 1994 році і присуджується міжнародним журі. Премію заснували порівняно недавно — 1994-го року, на честь американки німецького походження Ганни Арендт, учениці Хайдеґера та Ясперса, яка емігрувала на початку 40-х років у США. Призовий фонд становить 10 000 євро.

## Лауреати
| Рік  | Особи                                                  | Країна                                 |
| ---- | ------------------------------------------------------ | -------------------------------------- |
| 1995 | Агнес Геллер Ágnes_Heller                              | Угорщина                               |
| 1996 | Франсуа Фюре                                           | Франція                                |
| 1997 | Фраймут Дуве Freimut_Duve                              | Німеччина                              |
| 1997 | Йоахім Гаук                                            | Німеччина                              |
| 1998 | Антьє Фольмер                                          | Німеччина                              |
| 1998 | Клод Лефор Claude_Lefort                               | Франція                                |
| 1999 | Массімо Каччарі Massimo_Cacciari                       | Італія                                 |
| 2000 | Олена Боннер                                           | Росія                                  |
| 2001 | Ернст Фольрат                                          | Німеччина                              |
| 2001 | Даніель Кон-Бендіт                                     | Франція, Німеччина                     |
| 2002 | Джанні Ваттімо Gianni_Vattimo                          | Італія                                 |
| 2003 | Майкл Ігнатьєв                                         | Канада                                 |
| 2004 | Ернст-Вольфганг Бекенфьорде Ernst-Wolfgang_Böckenförde | Німеччина                              |
| 2005 | Вайра Віке-Фрейберга                                   | Латвія                                 |
| 2006 | Юлія Кристева                                          | Болгарія, Франція                      |
| 2007 | Тоні Джадт                                             | Об'єднане Королівство                  |
| 2008 | Віктор Заславський Victor_Zaslavsky                    | Росія                                  |
| 2009 | Курт Флеш Kurt_Flasch                                  | Німеччина                              |
| 2010 | Франсуа Жульєн François_Jullien                        | Франція                                |
| 2011 | Навід Кермані Navid_Kermani                            | Німеччина, Іран                        |
| 2012 | Іфаат Вайс                                             | Ізраїль                                |
| 2013 | Тімоті Снайдер                                         | Сполучені Штати                        |
| 2014 | Надія Толоконнікова                                    | Росія                                  |
| 2014 | Марія Альохіна Maria_Alyokhina                         | Росія                                  |
| 2014 | Юрій Андрухович                                        | Україна                                |
| 2016 | Крістіан Тайхман                                       | Німеччина                              |
| 2017 | Етьєн Балібар                                          | Франція                                |
| 2018 | Енн Петтіфор Ann_Pettifor                              | Південна Африка, Об'єднане Королівство |
| 2019 | Роджер Берковіц                                        | Сполучені Штати                        |
| 2019 | Джером Кон                                             | Сполучені Штати                        |
| 2021 | Джил Лепор Jill_Lepore                                 | Сполучені Штати                        |
| 2022 | Сергій Жадан                                           | Україна                                |
| 2023 | Маша Гессен                                            | Росія, Сполучені Штати                 |

## Дискусія
У 2023 році голова бременського відділення Німецько-ізраїльського товариства Герман Кун написав відкритого листа із закликом призупинити премію Маші Гессен через заперечення проти їхнього есе «У тіні Голокосту» в The New Yorker. Гессен порівняв блокаду сектора Газа з єврейськими гетто, створеними нацистською Німеччиною, заявивши, що «гетто ліквідовано» в контексті ізраїльського вторгнення в сектор Газа у 2023 році. Фонд Гайнріха Белля спочатку оголосив, що не буде спонсорувати нагороду, а потім пізніше оголосив, що нагорода буде вручена на меншій церемонії.
У відповідь на критику Гессен сказав, що «Ганна Арендт не отримала б премію Ганни Арендт, якби ви застосували до неї такі критерії», і посилався на часті порівняння політики Арендт та ідеології Ізраїлю з нацистською Німеччиною. У есе The New Yorker вони процитували лист Арендт 1948 року, в якому партія Менахема Бегіна —  Херут —  порівнювалася з нацистами.

## Зовнішні посилання
- https://www.hannah-arendt-preis.de/en/home-2/(in German, English, and French)
- https://www.boell.de/en/hannah-arendt-awardon Heinrich Böll Foundation website